# Shin – Cậu bé bút chì
Shin – Cậu bé bút chì, hay cũng được biết với tên gốc Crayon Shin-chan (クレヨンしんちゃん Kureyon Shin-chan) là một bộ manga Nhật Bản được Usui Yoshito sáng tác và minh họa. Nội dung kể xoay quanh cậu bé Shin với những câu chuyện về cuộc sống hàng ngày cùng với bố mẹ, em gái, chú chó Bạch Tuyết, bạn bè, hàng xóm, họ hàng thân quen và những nhân vật khác.
Bộ truyện lần đầu tiên được xuất bản vào năm 1990 tuy nhiên tác giả Usui Yoshito hiện đã qua đời trong cuộc đi bộ đường dài trên núi khi đó bộ truyện vẫn chưa hoàn thành. Bản gốc của bộ truyện do tác giả Usui Yoshito sáng tác kết thúc ngày 11 tháng 9 năm 2009 và bộ truyện mới là Tân Crayon Shin-chan (新 クレヨンしんちゃん - Shin Kureyon Shin-chan) được ra mắt vào mùa hè năm 2010 bởi các thành viên nhóm Usui.
Tại Việt Nam, loạt bộ phim 54 tập đã được chiếu trên kênh HTV7 vào năm 2002, bộ phim 104 tập đã có lồng tiếng phát sóng trên kênh HTV2 vào năm 2015.

## Nhân vật
Nohara Shinosuke,
Nohara Misae,
Nohara Hiroshi,
Nohara Himawari,
Bạch Tuyết,
Yoshinaga Midori,
Matsuzaka Ume,
Takakura Bunta (Thầy hiệu trưởng trường mẫu giáo Action).
(Theo trang giới thiệu của truyện tranh màu). Shin thường xuyên gọi thầy hiệu trưởng là xã hội đen, đến nỗi mẹ Shin lúc nào cũng phải họp phụ huynh.

## Sáng tác

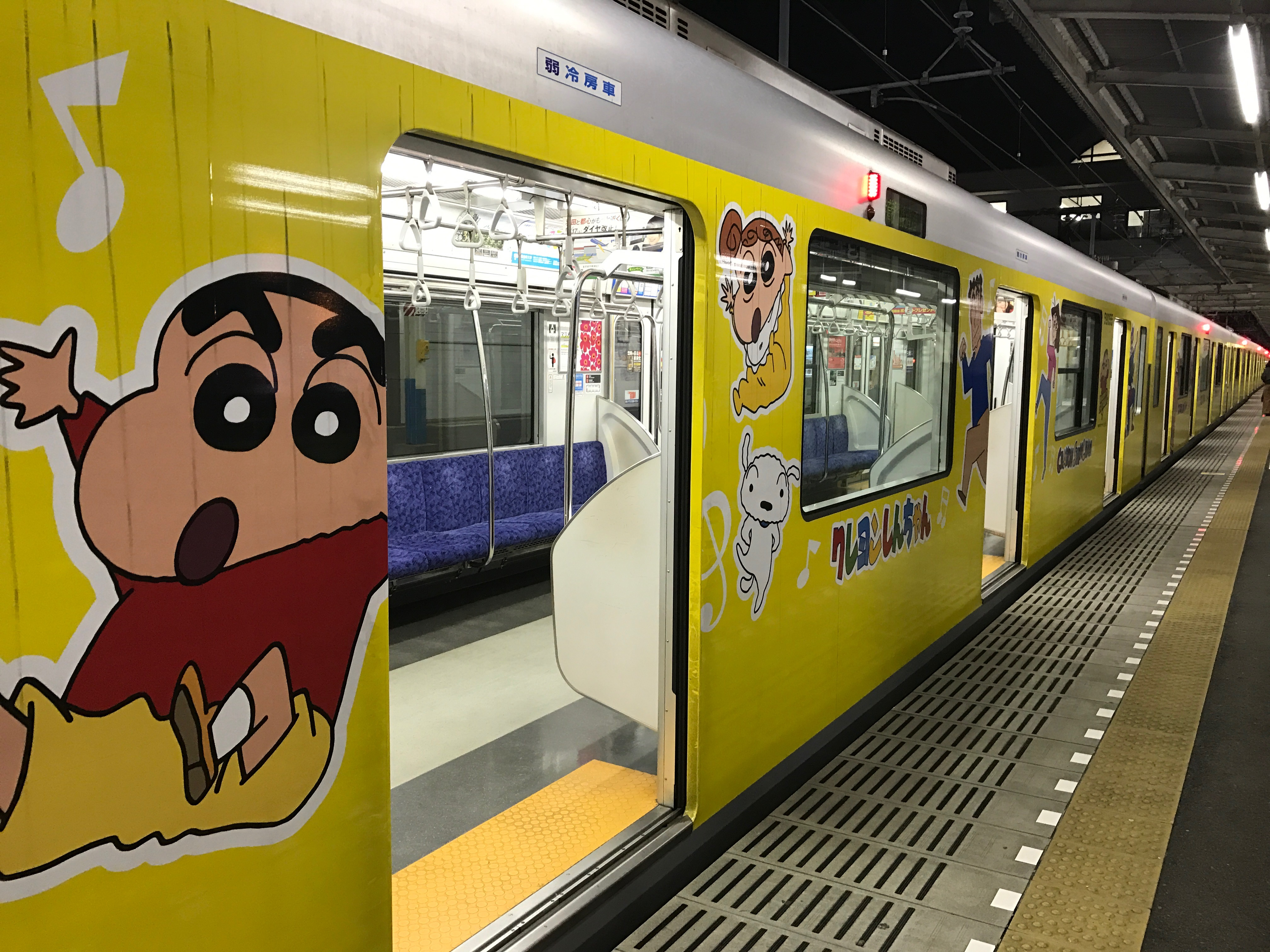
Con tàu trong lớp phủ Vinyl đặc biệt của Shin-chan tại ga Kurihashi, Nhật Bản

Nhiều câu chuyện cười trong truyện bắt nguồn từ việc Shin-chan sử dụng ngôn ngữ đôi khi kỳ lạ, không tự nhiên và không phù hợp, cũng như từ hành vi nghịch ngợm của nhóc. Do đó, độc giả không phải người Nhật và một số khán giả có thể cảm thấy khó hiểu những câu chuyện cười của cậu bé shin này. Trên thực tế, một số trong số chúng không thể được dịch sang các ngôn ngữ khác. Trong tiếng Nhật, các cụm từ tập hợp nhất định hầu như luôn đi kèm với các hành động nhất định; nhiều cụm từ trong số này có câu trả lời tiêu chuẩn. Một trò đùa điển hình liên quan đến việc Shin-chan làm bố mẹ bối rối bằng cách sử dụng sai cụm từ cho dịp này; ví dụ: nói "Chào mừng trở lại" ("お か え り な さ い" "okaeri nasai") thay vì sử dụng từ ngữ phù hợp hơn như "Con đã về nhà" ("た だ い ま" "Tadaima") khi shin về nhà từ tiếng Nhật. Khi mắng Shin-chan và cố gắng giáo dục cậu ấy cách cư xử đúng mực, cha mẹ hoặc người dạy kèm của cậu ấy có thể sử dụng cụm từ như vậy để chỉ hành động đúng. Thông thường thông qua việc hiểu sai một cụm từ như một cụm từ khác, mặc dù có âm thanh tương tự, hoặc thông qua việc giải thích nó theo một nghĩa khi có ý định khác, Shin-chan sẽ bắt tay vào một quá trình hành động, trong khi đó có thể là những gì anh ấy nghĩ đang được yêu cầu. của anh ta, dẫn đến những hành vi kỳ quái chỉ làm phiền bố mẹ hoặc gia sư của nhóc, hơn nữa. Điều này không bị giới hạn đối với các từ tượng thanh, vì hầu như bất kỳ từ nào cũng có thể trở thành nguồn gây nhầm lẫn cho Shin-chan, kể cả các từ mượn tiếng Anh, chẳng hạn như nhầm "cool" với "pool" ("Đó là bể bơi!" Hoặc "Pūru da zo!" ("プ ー ル だ ぞ！") cho "Thật tuyệt!").
Một số chủ đề hài hước khác được lặp lại trong loạt phim có tính chất phổ biến hơn, chẳng hạn như trò đùa dựa trên hài kịch thể chất (chẳng hạn như ăn tuyết bằng đũa) hoặc khi còn nhỏ, bất ngờ sử dụng cách nói hoặc cách cư xử của người lớn. Nhưng ngay cả ở đó, nhiều người trong số những trò đùa có thể đòi hỏi sự hiểu biết về văn hóa và / hoặc ngôn ngữ Nhật Bản để được đánh giá đầy đủ; ví dụ, ấn tượng về "Mr. Elephant" của anh ấy, trong khi rõ ràng là một trò đùa vật lý, cũng có sự cộng hưởng sâu sắc hơn với văn hóa Nhật Bản đương đại vì nó đề cập đến bài hát thiếu nhi Nhật Bản nổi tiếng "Zou-san" (ぞ う さ ん). Shin-chan thường xuyên bị   thu hút bởi những nhân vật nữ xinh đẹp lớn tuổi hơn anh ấy rất nhiều và một nguồn hài hước bổ sung bắt nguồn từ những nỗ lực như trẻ con của anh ấy trong việc thu hút những nhân vật này, chẳng hạn như bằng cách hỏi họ (một cách không thích hợp,ớt xanh ? "(ピ ー マ ン 好 き?). Cậu ấy liên tục tỏ ra thiếu tế nhị khi nói chuyện với người lớn, hỏi những câu như" Bạn đã đi cảnh sát bao nhiêu lần rồi? "với những người đàn ông có vẻ ngoài cứng rắn hay" Bạn bao nhiêu tuổi? "cho người cao tuổi.
Bộ truyện hoạt động theo một lịch thời gian trượt mà các nhân vật đã duy trì tuổi tác của họ trong suốt bộ truyện. Mặc dù thời gian đã trôi qua cho phép sự nổi lên và sụp đổ của một số biểu tượng văn hóa đại chúng, hôn nhân, mang thai và sinh nở của nhiều nhân vật khác nhau, tất cả các nhân vật vẫn duy trì tuổi tác của họ tại thời điểm giới thiệu. Ví dụ, nếu tính đến hai lần sinh lớn trong truyện (em gái của Shinnosuke, Himawari, và con của giáo viên mẫu giáo của anh ấy), thì Shinnosuke sẽ bảy tuổi và đang học lớp hai hoặc lớp ba, nhưng không phải vậy. Shin có tính hay quên, lãng đãng, cho dù giải thích quá nhiều lần.

## Phương tiện truyền thông

### Manga
Crayon Shin-chan, được viết và minh họa bởi Usui Yoshito. Bộ truyện được phát hành trên tạp chí Weekly Manga Action của nhà xuất bản Futabasha từ năm 1990. Bộ truyện bắt đầu như một phần spin-off của nhân vật Nikaido Shinnosuke trong một manga khác của Usui Yoshito, Darakuya Store Monogatari. Bộ truyện được tổng hợp thành 50 tập tankōbon được xuất bản dưới ấn hiệu Action Comics của Futabasha, từ ngày 11 tháng 4 năm 1992 đến ngày 10 tháng 7 năm 2010.
Tác giả Yoshito Usui qua đời sau một tai nạn tại núi Arafune vào ngày 11 tháng 9 năm 2009. Sau khi ông qua đời, nhà xuất bản Futabasha dự định kết thúc bộ truyện vào tháng 11 năm 2009. Tuy nhiên sau khi tìm thấy các bản thảo mới, nhà xuất bản Futabasha quyết định kéo dài thời gian phát hành cho đến số tháng 3 năm 2010 của tạp chí Weekly Manga Action, được xuất xưởng vào ngày 5 tháng 2 năm 2010. Vào ngày 1 tháng 12 năm 2009, bộ truyện đã được thông báo rằng các thành viên trong nhóm của Usugi sẽ tiếp tục viết tiếp bộ truyện và phần mới có tên là Shin Kureyon Shin-chan (新クレヨンしんちゃん).
Manga từng được xuất bản bởi ComicsOne và Cmx Manga trước đây. Hiện bộ manga được xuất bản bởi One Peace Books tại khu vực Bắc Mỹ. Phần spin-off Action Mask và phần chính của bộ truyện khả dụng trên Crunchyroll. Tại Việt Nam, bộ truyện Nhà xuất bản Kim Đồng mua bản quyền và xuất bản lần đầu vào năm 2006. Tuy nhiên, sau đó tạm dừng phát hành do chứa một số hình ảnh và từ ngữ không phù hợp. Đến cuối năm 2011, Nhà xuất bản Kim Đồng phát hành lại bộ truyện trở lại với phiên bản đã chỉnh sửa, loại bỏ nhiều tình huống được cho là không phù hợp.

### Anime
Phiên bản anime chuyển thể của bộ anime được sản xuất bởi xưởng phim Shin-Ei Animation và được phát sóng tại Nhật Bản từ ngày 13 tháng 4 năm 1992. Trong khoảng thời gian từ năm 1992 đến 1996, bộ anime được đạo diễn bởi Hongo Mitsuru và Hara Keiichi từ năm 1996 đến 2004. Từ năm 2004, bộ anime được đạo diễn bởi Muto Yuji với Arakawa Toshiyuki đảm nhận sáng tác nhạc. Bộ anime ban đầu được dự định kết thúc vào năm 1994 và thay thế bằng bản remake của bộ anime Umeboshi Denka. Tuy nhiên bộ anime rất phổ biến tại Nhật Bản do đó TV Asahi đã quyết định không thay thế nó.
Một loạt phim spin-off có tựa Crayon Shin-chan Gaiden được phát hành đọc quyền trên Amazon Prime trên toàn thế giới với phụ đề tiếng Anh, tiếng Đức, tiếng Tây Ban Nha,.... Một loạt phim spin-off khác với tựa Super Shiro tập trung vào chú cún Bạch Tuyết được công bố vào ngày 3 tháng 2 năm 2019. Phần spin-off này được lên sóng vào ngày ngày 14 tháng 10 năm 2019 trên AbemaTV. Bản lồng tiếng Anh được phát bởi Cartoon Network ở Úc và Đông Nam Á. Ở Việt Nam trọn bộ 54 tập từ năm 1992 - 1993 ở Nhật Bản được trình chiếu lần đầu tiên có lồng tiếng phát sóng chiếu trên HTV7 vào năm 2002. Trọn bộ 104 tập từ năm 2002 - 2005 ở Nhật Bản được trình chiếu lần đầu tiên tại Việt Nam từ ngày 19/3/2015 cho đến giữa năm 2016 trên kênh truyền hình HTV2 vào lúc 18h30 từ thứ 5 đến thứ 7 hàng tuần.
Một phần phim crossover đặc biệt mang tên ''Kamen Rider Fourze x Crayon Shin-chan'' đã được phát sóng vào tháng 4 năm 2012 với sự tham giam của Shin và Kamen Rider Fourze để quảng bá cho Crayon Shin-chan: Arashi o Yobu! Ola to uchū no princess. Vào năm 2016, một tập phim crossover với Godzilla đã được phát sóng tại Nhật Bản. Nhân vật Sanrio trong Hello Kitty xuất hiện trong tập đầu tiên thời Reiwa của Crayon Shin-chan.

### Phim điện ảnh
1. Shin - Cậu bé bút chì: Siêu nhân hành động vs. Ma vương áo tắm
 (クレヨンしんちゃん アクション仮面対ハイグレ魔王 Kureyon Shin - chan: Akushon Kamen tai Haigure Maō?)
2. Shin - Cậu bé bút chì: Bí mật kho báu của vương quốc Ụt ịt
 (クレヨンしんちゃん ブリブリ王国の秘宝 Kureyon Shin - chan: Buriburi Ōkoku no Hihō?)
3. Shin - Cậu bé bút chì: Âm mưu của lãnh chúa Unkokusai
 (クレヨンしんちゃん 雲黒斎の野望 Kureyon Shin - chan: Unkokusai no Yabō?)
4. Shin - Cậu bé bút chì: Chuyến thám hiểm tuyệt vời ở vương quốc thần tiên
 (クレヨンしんちゃん ヘンダーランドの大冒険 Kureyon Shin - chan: Henderland no Daibokken?)
5. Shin - Cậu bé bút chì: Cuộc truy đuổi viên đá của quỷ
 (クレヨンしんちゃん 暗黒タマタマ大追跡 Kureyon Shin - chan: Ankoku Tamatama Daitsuiseki?)
6. Shin - Cậu bé bút chì: Chiến tranh chớp nhoáng! Trận tác chiến móng lợn bí mật
 (クレヨンしんちゃん 電撃!ブタのヒヅメ大作戦 Kureyon Shin - chan: Dengeki! Buta no Hizume Dai Sakusen?)
7. Shin - Cậu bé bút chì: Bùng nổ! Cuộc đại chiến quyết định ở suối nước nóng
 (クレヨンしんちゃん 爆発!温泉わくわく大決戦 Kureyon Shin - chan: Bakuhatsu! Õnsen Wakuwaku Daikessen?)
8. Shin - Cậu bé bút chì: Cơn bão rừng già
 (クレヨンしんちゃん 嵐を呼ぶジャングル Kureyon Shin - chan: Arashi o Yõbu Janguru?)
9. Shin - Cậu bé bút chì: Cơn bão hung hăng gọi mời! Cuộc phản công của đế quốc người lớn
 (クレヨンしんちゃん 嵐を呼ぶ モーレツ！オトナ帝国の逆襲 Kureyon Shin - chan: Arashi o Yõbu! Mōretsu! Otona Teikoku no Gyakushū?)
10. Shin - Cậu bé bút chì: Cơn bão hung hăng gọi mời! Cuộc giao tranh thời chiến quốc
 (クレヨンしんちゃん 嵐を呼ぶ アッパレ!戦国大合戦 Kureyon Shin - chan: Arashi o Yõbu! Appare! Sengoku Daikassen?)
11. Shin - Cậu bé bút chì: Cơn bão hung hăng gọi mời! Con đường thịt bò nướng đầy vinh quang
 (クレヨンしんちゃん 嵐を呼ぶ 栄光のヤキニクロード Kureyon Shin - chan: Arashi o Yõbu! Eikō no Yakiniku Rōdo?)
12. Shin - Cậu bé bút chì: Cơn bão hung hăng gọi mời! Đội phòng vệ Kasukabe của lòng dũng cảm
 (クレヨンしんちゃん 嵐を呼ぶ 夕陽のカスカベボーイズ Kureyon Shin - chan: Arashi o Yõbu! Yūhi no Kasukabe Bōizu?)
13. Shin - Cậu bé bút chì: Huyền thoại gọi Hiệp sĩ Lợn: Trận đại tiến kích huyền thoại 3 phút
 (クレヨンしんちゃん 伝説を呼ぶブリブリ 3分ポッキリ大進撃 Kureyon Shin - chan: Densetsu o Yõbu Buriburi: Sanpun Bokkiri Daishingeki?)
14. Shin - Cậu bé bút chì: Huyền thoại gọi: Nhảy lên nào! Amigo!
 (クレヨンしんちゃん 伝説を呼ぶ 踊れ! アミーゴ! Kureyon Shin - chan: Densetsu wo Yõbu: Odore! Amīgo!?)
15. Shin - Cậu bé bút chì: Cơn bão hung hăng gọi mời! Quả bom Ketsu ca hát
 (クレヨンしんちゃん 嵐を呼ぶ 歌うケツだけ爆弾 Kureyon Shin - chan: Arashi o Yõbu! Utau Ketsudake Bakudan?)
16. Shin - Cậu bé bút chì: Cơn bão hung hăng gọi mời! Dũng sĩ Kinpoko
 (クレヨンしんちゃん ちょ 嵐を呼ぶ 金矛の勇者 Kureyon Shin - chan: Arashi o Yõbu! Kinpoko no Yuusha?)
17. Shin - Cậu bé bút chì: Gầm lên! Vương quốc dã thú Kasukabe
 (クレヨンしんちゃん オタケベ!カスカベ野生王国 Kureyon Shin - chan: Otakebe! Kasukabe Yasei Ōkoku?)
18. Shin - Cậu bé bút chì: Xuyên qua không gian và thời gian! Vị hôn thê đến từ tương lai
 (クレヨンしんちゃん 超時空！嵐を呼ぶオラの花嫁 Kureyon Shin - chan: Chōjikū! Arashi o Yõbu Õra no Hanayom?)
19. Shin - Cậu bé bút chì: Cơn bão hung hăng gọi mời! Điệp vụ hoàng kim
 (クレヨンしんちゃん 嵐を呼ぶ 黄金のスパイ大作戦 Kureyon Shin - chan: Arashi o Yõbu! Ōgon no Supai Daisakusen?)
20. Shin - Cậu bé bút chì: Cơn bão hung hăng gọi mời! Shin và công chúa vũ trụ
 (クレヨンしんちゃん 嵐を呼ぶ オラと宇宙のプリンセス Kureyon Shin - chan: Arashi o Yõbu! Õra to Uchū no Princess?)
21. Shin - Cậu bé bút chì: Rất ngon miệng! Cuộc giải cứu ẩm thực đường phố!!
 (クレヨンしんちゃん バカうまっ！ B級グルメサバイバル!! Kureyon Shin - chan: Bakauma! B-Kyū Gurume Sabaibaru!!?)
22. Shin - Cậu bé bút chì: Trận đấu mãnh liệt! Người bố Robot phản công
 (クレヨンしんちゃん ガチンコ!逆襲のロボ とーちゃん Kureyon Shin - chan: Gachinko! Gyakushu no Rõbo To-chan?)
23. Shin - Cậu bé bút chì: Câu chuyện chuyển nhà của tớ! Cuộc tấn công của đội quân xương rồng
 (クレヨンしんちゃん オラの引越し物語 サボテン大襲撃 Kureyon Shin - chan: Õra no Hikkoshi Monogatari Saboten Dai Shūgeki?)
24. Shin - Cậu bé bút chì: Ngủ nhanh nào! Cuộc tấn công vĩ đại vào thế giới mơ mộng!
 (クレヨンしんちゃん 爆睡!ユメミーワールド大突撃 Kureyon Shin - chan: Bakusui! Yumemi-Wārudo Dai Totsugeki!?)
25. Shin - Cậu bé bút chì: Cuộc xâm lăng của người ngoài hành tinh Shiriri
 (クレヨンしんちゃん: 襲来！！宇宙人シリリ Kureyon Shinchan: Shūrai! Uchūjin Shiriri?)
26. Shin - Cậu bé bút chì: Sự phục vụ bùng nổ! Kung Fu Boys ~Mì Ramen đại chiến~
 (映画クレヨンしんちゃん 爆盛！カンフーボーイズ ～拉麺大乱～ Kureyon Shin - chan: Bakumori! Kanfū Bōizu ~Rāmen Tairan~?)
27. Shin – Cậu bé bút chì: Chuyến trăng mật bão táp ~Giải cứu bố Hiroshi~
 (映画クレヨンしんちゃん 新婚旅行ハリケーン ～失われたひろし～ Kureyon Shin - chan: Shinkon Ryokō Harikēn ~Ushinawareta Hiroshi~?)
28. Shin – Cậu bé bút chì: Đụng độ! Vương quốc Rakuga và hầu như bốn vị anh hùng
 (映画クレヨンしんちゃん 激突！ラクガキングダムとほぼ四人の勇者 Kureyon Shin - chan: Gekitotsu! Rakugakingudamu to Hobo Yonin no Yūsha?)
29. Shin – Cậu bé bút chì: Bí Ẩn Bao Trùm! Những Bông Hoa ở Học Viện Tenkazu
 (映画クレヨンしんちゃん 謎メキ！花の天カス学園 Kureyon Shin - chan: Nazo Meki! Hana no Tenkasu Gakuen?)
30. Shin – Cậu bé bút chì: Truyền thuyết nhẫn thuật Ninja
 (映画クレヨンしんちゃん もののけニンジャ珍風伝 Kureyon Shin-chan: Mononoke Ninja Chinpūden?)
31. Shin – Cậu bé bút chì: Đại chiến siêu năng lực ~ Sushi bay ~
 (しん次元！クレヨンしんちゃんTHE MOVIE 超能力大決戦 ～とべとべ手巻き寿司～ Shin Jigen! Kureyon Shin-chan The Movie Chōnōryoku Dai Kessen: Tobetobe Temakizushi?)

### Trò chơi điện tử
Các trò chơi chỉ được phát hành tại Nhật Bản trừ phi có ghi chú khác. Một số nước khác có thể có phát hành như Hàn Quốc, Italy, Tây Ban Nha,... 
| Tên | Hệ thống                    | Năm phát hành               |
| --- | --------------------------- | --------------------------- |
| Crayon Shin-chan: Ora to Shiro wa Otomodachi da yo (クレヨンしんちゃん “オラとシロはお友達だよ”) | Game Boy                    | 1993                        |
| Crayon Shin-chan: Arashi wo Yobu Enji (クレヨンしんちゃん 嵐を呼ぶ園児) | Super Famicom và Mega Drive | 1993 (SFC) 1994 (MD)        |
| Crayon Shin-Chan: Ora to Poi Poi (クレヨンしんちゃん オラとポイポイ) | Famicom                     | 1993                        |
| Quiz Crayon Shin-chan (クイズ クレヨンしんちゃん) | Arcade                      | 1993                        |
| Crayon Shin-chan 2: Ora to Wanpaku Gokko da zo (クレヨンしんちゃん2 “オラとわんぱくごっこだゾ”) | Game Boy                    | 1993                        |
| Crayon Shin-chan Ora to Asobo (クレヨンしんちゃん オラと遊ぼ) | Arcade                      | 1993                        |
| Crayon Shin-chan no Ora to Issho ni Asobou yo! (クレヨンしんちゃんのオラといっしょにあそぼうよ!) | Sega Pico                   | 1994                        |
| Crayon Shin-chan 3: Ora no Gokigen Athletic (クレヨンしんちゃん3 オラのごきげんアスレチック) | Game Boy                    | 1994                        |
| Crayon Shin-chan 2: Dai Maou no Gyakushu (クレヨンしんちゃん2 大魔王の逆襲) | Super Famicom               | 1994                        |
| Crayon Shin-chan 4: Ora no Itazura Dai Henshin (クレヨンしんちゃん4 “オラのいたずら大変身”) | Game Boy                    | 1994                        |
| Crayon Shin-chan no Oekaki Note (クレヨンしんちゃんのおえかきノート) | Sega Pico                   | 1995                        |
| Crayon Shin-chan: Taiketsu! Quantum Panic!! (クレヨンしんちゃん 対決!カンタムパニック!!) | Game Gear                   | 1995                        |
| Crayon Shin-chan: Puzzle Daimaou no Nazo (クレヨンしんちゃん パズル大魔王の謎) | 3DO                         | 1995                        |
| Crayon Shin-chan: Osagusu Dobon (クレヨンしんちゃん 長ぐつドボン) | Super Famicom               | 1996                        |
| Crayon Shin-chan: Ora no Gokigen Collection (クレヨンしんちゃん オラのごきげんコレクション) | Game Boy                    | 1996                        |
| クレヨンしんちゃん オラのほんとの母ちゃんやーい | Máy tính                    | 1997                        |
| 짱구는 못말려 (Hàn Quốc) | Máy tính                    | 1997                        |
| 짱구는 못말려 2 (Hàn Quốc) | Máy tính                    | 1999                        |
| Jjanggu the Unhelpable 3 (짱구는 못말려 3 -돌아온 짱구-) (Hàn Quốc) | Máy tính/Nuon               | 2000                        |
| 짱구는 못말려 4 -부리부리왕국의 비밀 (Hàn Quốc) | Máy tính                    | 2001                        |
| 짱구는 못말려 5 -짱구가 줄었어요! (Hàn Quốc) | Máy tính                    | 2002                        |
| 짱구는 못말려 6 -원시시대 짱구 (Hàn Quốc) | Máy tính                    | 2002                        |
| 짱구는 못말려 7 -흰둥이 구출작전 (Hàn Quốc) | Máy tính                    | 2003                        |
| 짱구 스프링스 (Hàn Quốc) | Máy tính                    |                             |
| Kids Station: Crayon Shin-Chan (キッズステーション クレヨンしんちゃん オラとおもいでつくるゾ!) | PlayStation                 | 2001                        |
| パソコンやろうよ!マウスでジグソーパズル クレヨンしんちゃん | Máy tính                    | 2002                        |
| クレヨンしんちゃん オラと一緒に英語する? | Máy tính                    | 2002                        |
| Crayon Shin-chan: Arashi no Yobu Adventures in Cinemaland! (クレヨンしんちゃん 嵐を呼ぶ シネマランドの大冒険!) Shin chan: Aventuras en Cineland (Tây Ban Nha)                                                                                            | Game Boy Advance            | 2004 2005 (Tây Ban Nha)     |
| Crayon Shin-chan: Densetsu o Yobu Omake no To Shukkugaan! (クレヨンしんちゃん 伝説を呼ぶ オマケの都ショックガーン!) Shin chan contra los muñecos de Shock Gahn (Tây Ban Nha)                                                                             | Game Boy Advance            | 2006                        |
| Crayon Shin-chan: Saikyou Kazoku Kasukabe King Wii (クレヨンしんちゃん 最強家族カスカベキング うぃ〜) Shin chan: Las nuevas aventuras para Wii (Tây Ban Nha)                                                                                             | Wii                         | 2006 2008 (Tây Ban Nha)     |
| Crayon Shin-chan DS: Arashi wo Yobu Nutte Crayoon Daisakusen! (クレヨンしんちゃんDS 嵐を呼ぶ ぬってクレヨ〜ン大作戦!) ¡Shin chan flipa en colores! (Tây Ban NHa) 짱구는 못말려 DS 알쏭달쏭 크레용 대작전 (Hàn Quốc) Shin chan e i colori magici! (Italy) | Nintendo DS                 | 2007 2008 (Hàn Quốc, Italy) |
| Crayon Shin-chan: Arashi o Yobu Cinema Land (クレヨンしんちゃん 嵐を呼ぶ シネマランド カチンコガチンコ大活劇!) Shin chan: ¡Aventuras de cine! (Tây Ban Nha) 짱구는 못말려 시네마랜드 찰칵찰칵 대소동! (Hàn Quốc)                                         | Nintendo DS                 | 2008 2009 (Hàn Quốc)        |
| Crayon Shin-chan: Arashi o Yobu – Nendororon Daihenshin (クレヨンしんちゃん 嵐を呼ぶ ねんどろろ〜ん大変身!) ¡Shin chan contra los plastas! (Tây Ban Nha) 짱구는 못말려 말랑말랑 고무찰흙 대변신! (Hàn Quốc)                                              | Nintendo DS                 | 2009 2010 (Hàn Quốc)        |
| Crayon Shin-chan: Obaka Daininden – Susume! Kasukabe Ninja Tai! (クレヨンしんちゃん おバカ大忍伝 すすめ!カスカベ忍者隊!) 짱구는 못말려 부리부리 떡잎마을 대모험! (Hàn Quốc)                                                                              | Nintendo DS                 | 2010 2012 (Hàn Quốc)        |
| クレヨンしんちゃんオラとカラオケ大パニック | CROSSO                      | 2010                        |
| Crayon Shin-chan Shokkugan! Densetsu wo Yobu Omake Daiketsusen!! (クレヨンしんちゃん ショックガ〜ン! 伝説を呼ぶオマケ大ケッ戦!!) 짱구는 못말려 원 플러스 원! 쇼크성랜드 대결전!! (Hàn Quốc)                                                              | Nintendo DS                 | 2010 2011 (Hàn Quốc)        |
| クレヨンしんちゃん 恋する47（フォーティーセブン） | Mobage                      | 2011                        |
| クレヨンしんちゃん シネマDEカード! | Mobage                      | 2011                        |
| Crayon Shin-chan: Uchu de Achoo!? Yujo no Obakarate (クレヨンしんちゃん 宇宙DEアチョー!? 友情のおバカラテ!!) 짱구는 못말려 판타스틱-! 우주별 대모험!! (Hàn Quốc)                                                                                         | Nintendo 3DS                | 2011 2013 (Hàn Quốc)        |
| 짱구는 못말려 온라인 (Hàn Quốc) | PC                          | 2012                        |
| Crayon Shin-chan: Arashi wo Yobu Kasukabe Eiga Stars! (クレヨンしんちゃん 嵐を呼ぶ カスカベ映画スターズ! Crayon Shin-chan: The Storm Called Kasukabe Movie Stars!)                                                                                       | Nintendo 3DS                | 2014                        |
| Crayon Shin-Chan Gekiatsu! Oden wa Rudo Dai Konran!! (クレヨンしんちゃん 激アツ！おでんわ～るど大コン乱！) | Nintendo 3DS                | 2017                        |
| Crayon Shin-chan: The Storm Called! Flaming Kasukabe Runner!! (クレヨンしんちゃん 嵐を呼ぶ 炎のカスカベランナー!!) | Nintendo Switch             | 2020                        |
| Crayon Shin-chan: Ora to Hakase no Natsuyasumi - Owaranai Nanokakan no Tabi (クレヨンしんちゃん オラと博士の夏休み ～おわらない七日間の旅～) | Nintendo Switch             | 2021                        |

#### Thiết bị di động
| Tiêu đề | Hệ thống    | Nhà phát triển / Nhà phát hành         | Tính khả dụng                               |
| --- | ----------- | -------------------------------------- | ------------------------------------------- |
| Shin Chan Kasukabe's Challenge                                                                                               | Android iOS | LUK Internacional Manduka Games DoBCN  | Không khả dụng                              |
| Crayon Shin-chan: The Storm Called! Flaming Kasukabe Runner! (クレヨンしんちゃん:嵐を呼ぶ!炎のカスカベランナー)              | Android iOS | Bushiroad                              | Khả dụng                                    |
| Crayon Shin-chan: The Storm Called! Flaming Kasukabe Runner! Z (クレヨンしんちゃん ちょ〜嵐を呼ぶ 炎のカスカベランナー!! Ｚ) | Android iOS | Bushiroad                              | Khả dụng                                    |
| Crayon Shin-chan Operation Little Helper (クレヨンしんちゃんお手伝い大作戦)                                                  | Android iOS | Neos                                   | Khả dụng                                    |
| Crayon Shin-chan: Dreaming! Kasukabe Large Battle! (クレヨンしんちゃん 夢みる！カスカベ大合戦)                               | Android iOS | Nexon Games Japan                      | Không khả dụng                              |
| Crayon Shin-chan: UFO Panic! Run Kasukabe Guards!! (クレヨンしんちゃん UFOパニック！走れカスカベ防衛隊！)                    | Android iOS | Nexon Games Japan.                     | Không khả dụng từ ngày 11 tháng 11 năm 2015 |
| Crayon Shin-chan: Sky Fly! Kasukabe Adventure! (クレヨンしんちゃん〜空飛ぶ！カスカベ大冒険〜)                                | Android iOS | Asakusa Games, liên kết với Futabasha. | Không khả dụng                              |
| クレヨンしんちゃん 一致団ケツ！ かすかべシティ大開発                                                                         | Android iOS | Bushiroad                              | Khả dụng                                    |
| 【公式】クレヨンしんちゃん オラのぶりぶりアプリだゾ マンガもゲームもおてんこもりもり 毎日みれば～                            | Android     | Futabasha                              | Khả dụng                                    |